# 卡博特 (阿肯色州)
卡博特（英語：Cabot）是一個位於美國阿肯色州洛諾克縣的城市。

## 地理
卡博特的座標為34°58′22″N 92°01′20″W / 34.97278°N 92.02222°W，而該地的平均海拔高度為91米（即299英尺）。

## 人口
根據2020年美國人口普查的數據，卡博特的面積為53.82平方千米，當中陸地面積為53.57平方千米，而水域面積為0.25平方千米。當地共有人口26569人，而人口密度為每平方千米493人。